# Ballygawley
Ballygawley of Ballygawly (Iers: Baile Uí Dhálaigh of Ó Dálaigh townland) is een dorp in County Tyrone, Noord-Ierland. Het ligt ongeveer 21 kilometer ten zuidwesten van Dungannon, vlak bij de kruising van de A5 tussen Omagh en Monaghan en de A4 tussen Dungannon en Enniskillen.